# アマチュア (1979年の映画)
『アマチュア』 (あまちゅあ、ポーランド語：Amator、英：Camera Buff) は、クシシュトフ・キェシロフスキ監督による1979年製作のポーランドの心理ドラマ映画。
キェシロフスキのキャリアにおける転機となる作品とされ、「モラル不安の映画」に属するとされている。監督は自身のドキュメンタリー制作の経験をもとに、記録映像を撮るという職業に潜む危険性を描き出した。この作品はポーランド国内外の批評家に温かく迎えられ、脚本、自伝的なモチーフ、映画芸術に対する批判的なアプローチが高く評価された。モスクワ国際映画祭において金賞とFIPRESCI賞を受賞し、監督の国際的キャリアの道を開くこととなった。

## ストーリー
1970年代末、ポーランド人民共和国の小さな町ヴィエリチカ。孤児として育ったフィリップ・モシュ（イェジー・スチュール）は、工場労働者として安定した生活を送り、妻イルカと生まれたばかりの娘と共にささやかな幸福を感じていた。娘の誕生を機に、彼は8ミリの家庭用カメラを購入し、家族の記録を始める。それは単なる趣味のはずだった。
しかし、地元の共産党幹部に頼まれて工場創立記念式典を撮影したことから、フィリップの人生は思わぬ方向へ転がり始める。フィリップの映像には、鳩やトイレへ向かう人々、出演者にギャラが支払われる様子、会議で交渉する男たちといった日常の断片が映っていた。上司はこれらを「不要」あるいは「問題」と見なし、編集を命じる。だが、その映像は真摯で観察眼に優れ、アマチュア映画祭で三等賞（実質的には一等賞が出なかったため二等）を受賞し、フィリップは「もっと撮るように」と奨励される。
フィリップは次第に撮影と映画の世界にのめり込み、家庭や職場での責任を疎かにするようになる。同じく「アマチュア」を自称する美しい女性、アンナ・ヴウォダルチクと親しくなり、映画制作において精神的な共鳴を感じる。一方で、フィリップの映像がクラクフのテレビ局で放送されることで、問題も浮上する。工場で働く小人症の男性労働者や市の公共事業費の流用を告発するような内容に対し、上司は激怒。新しい保育園の建設は中止され、労働者評議会の議長であり、かつての理解者スタシオ・オスフは職を追われる。
自らの行為がもたらした現実に直面し、フィリップは撮影を断念しようとする。未現像の煉瓦工場のフィルムを手にし、それを日光に晒して破棄してしまう。家庭は崩壊し、妻イルカは娘を連れて出ていった。家で一人になったフィリップは、ついに自らの内面を見つめるため、16ミリカメラを自分自身に向ける。

## キャスト
- イェジー・スチュール – フィリップ・モシュ：主人公。地方の工場に勤める平凡な労働者であり、新米の父。娘の誕生をきっかけにカメラを手にし、次第に映像と表現の力に目覚めていく。
- マウゴジャータ・ザプコフスカ ：イルカ・モシュフィリプの妻。家庭を支えるも、夫が映画に没頭するにつれてすれ違いが生じていく。
- エヴァ・ポカス – アンナ・ヴウォダルチク：自らを「アマチュア」と名乗る魅力的な女性。フィリプの映画制作に影響を与え、精神的な支えともなる存在。
- ステファン・チジェフスキ – 工場の現場監督：フィリプの上司。撮影内容に厳しい検閲を加え、政治的な問題を避けようとする。
- イェジー・ノヴァク – スタニスワフ・オスフ：労働者評議会の議長。フィリプの映画制作を最初は応援するが、後にその行為によって職を追われる。
- タデウシュ・ブラデツキ） – ヴィテク・ヤホヴィチ：フィリップの知人であり、映像の現場や技術に関わる人物。
- マレク・リテフカ – ピオトレク・クラフチク：フィリップの周囲にいる若者。
- ボグスワフ・ソブチュク – ケンジェルスキ：地方の行政関係者。
- クシシュトフ・ザヌッシ– 本人役：映画監督で、作中で映画祭の場面などに登場。
- アンジェイ・ユルガ – 本人役
- アリツィア・ビェニツェヴィチ – ヤスカ
- タデウシュ・ジェプカ – ヴァヴジニエツ
- アレクサンドラ・キシェレフスカ – ハニア：工場の秘書
- ヴウォジミエシュ・マチュジンスキ – ステルマシュチク
- ロマン・スタンキェヴィチ – チェスワフ
- アントニナ・バルチェフスカ – カタジナ
- フェリクス・シャイネルト – 医師
- ヨランタ・ブシンスカ – ヴァヴジニエツの妻
- テレサ・シュミギェルフナ – 本人役
- ヤツェク・トゥラリク – ブチェク
- アンジェイ・ヴァルハル – テレビ編集者
- ダヌタ・ヴィェルチンスカ – グラジナ
- タデウシュ・フク – 当直の医師

## 製作

### プリプロダクション
主人公フィリップ・モシュのモデルは、「クラプス」アマチュア映画クラブを創設したフランチシェク・ジダ。キェシロフスキは第5回映画対抗上映会（Konfrontacje Filmowe）で彼と出会い、ジダに「田舎の文化活動家の日記」というメモを書かせ、それを脚本の素材とした。これに加え、監督自身のドキュメンタリー制作の体験が物語に反映されている。撮影開始後すぐに、監督は従来の作品にはなかった「リズム」を掴んだと語っている。
出演者には、プロの俳優だけでなく、当時アマチュア映画番組を制作していたアンドレイ・ユルガ、さらにはザヌッシ自身（当時は全国映画討論クラブ評議会の会長）も含まれる。また、アマチュア映画祭の審査員だった映画評論家タデウシュ・ソボレフスキも出演。「そのままの格好で来るようにと言われた。長髪にジーンズ、高いブーツ。まるでアマチュア俳優になった気分だった」と回想している。

### 撮影と演出
主演のイェジー・シュトゥールは、フェリクス・ファルク監督の『Wodzirej』（1978）でアンチヒーローを演じたばかりであり、本作ではそのイメージを払拭する必要があった。冒頭の妊娠中の妻を病院へ連れて行くシーンは、その「イメージ改善」のために用意されたものであり、「この場面を観れば、誰もモシュを『Wodzirej』と重ねることはない」と評された。
撮影監督ヤツェク・ペトリツキは、キェシロフスキの希望により疑似ドキュメンタリー的な技法を使用。屋外では自然光、屋内では人工光を使い分け、視点は観客がその場に立ち会っているかのような印象を与える構成となっている。編集担当テレサ・ミジョウェクは、撮影期間のほとんどを現場で過ごし、撮影と同時進行で編集作業が行われた。

### 受賞と興行成績
1979年8月、『アマチュア』はモスクワ国際映画祭に出品され、審査員（スタニスワフ・ロストツキ、クリスチャン＝ジャック、ジュゼッペ・デ・サンティス、アンドレイ・コンチャロフスキー、イェジー・カヴァレロヴィチ）によってグランプリ（金賞）およびFIPRESCI賞を受賞。その後、ポーランド映画祭でもグランプリ（金のライオン賞）を受賞し、シュトゥールは最優秀男優賞を獲得。
また、コシャリン映画デビュー祭「若者と映画」では特別賞と男優賞、ベルリン国際映画祭ではインターフィルム賞、シカゴ国際映画祭ではグランプリを獲得。ポーランドでは50万人以上が観賞し、キェシロフスキ監督にとって当時最大の国内成功作となった。

## 評価
映画批評サイトRotten Tometoesでは10件のレビューに基づき90％の支持率となっている。

### ポーランド国内での評価
ミロスワフ・プシリピアクによると、『アマチュア』の批評的評価は総じて肯定的であった。映画評論家のクシシュトフ・テオドール・トェプリッツは、本作を「ポーランド版『欲望』」と呼んだ。批評家のマウゴジャタ・ディポントやイェジー・プワジェフスキは、本作を芸術に関する映画＝創作プロセスに対する自己言及的な省察であると評価している。スタニスワフ・ヴィショミルスキやジグムント・カウジュィンスキといった批評家にとっては、本作は主人公が日常の惰性から脱却し、精神的に成長していく物語として受け取られている。ヤヌシュ・ザトルスキは、「この映画は平凡な男の中に眠るアーティストの目覚めを描いている」と述べている。トェプリッツはまた、本作の実存的な側面にも着目し、ポーランド映画の伝統からの逸脱として次のように記している。
「芸術の提供者が芸術の倫理的ジレンマに直面するなどというのは、通常のことであるはずがない。……映画は彼の世界観を歪め、存在論的な謎にも直面させる」。
ポーランドの批評家たちは脚本についても高く評価した。ボジェナ・ヤニツカはキェシロフスキの優れた言語感覚を称え、イェジー・トルンクヴァルテルは現実感への鋭い洞察力を、アダム・ホロシャクはキェシロフスキが登場人物の視点を尊重し、彼らより賢くあろうとはしていないことに注目している。クシシュトフ・クウォポトフスキもホロシャクの意見に賛同し、「フィリップ・モシュは素朴で、観客が容易に感情移入できる人物である」と述べた（これをトェプリッツは「ポピュリズム的リアリズム」と呼んだ）。一方で、映画の私生活の描写には批判も集まった。特にモシュの妻に関する描写が問題視され、彼女は反論の機会を与えられず、成功と失敗の瞬間に主人公を見限る典型的な「映画的妻」のステレオタイプであるとされた。また、政治的・社会的メッセージが直接的すぎると感じる批評家もおり、レナタ・サスは「ナイーブで明白すぎる」と表現した。
映画の結末は、批評家たちの間でさまざまな解釈を呼び起こした。
トマシュ・ヘレンは、モシュがフィルムを破棄するのは「真実を語れない状況に直面したとき、沈黙を守るしかない」という信念に基づくとした。ホロシャクにとっては、フィルムの破棄は「カメラに対する信頼の喪失」を意味する。マチェイ・ヴィジンスキはそれを敗北の象徴と見なしている。カウジュィンスキは「モシュは自らを撮影することで、ディレクターの言葉に従った」と解釈した。トマシュ・ミウコフスキは「フィリップは社会的正義を優先し、芸術家としての自分の行動の影響を理解した」と述べた。
ボジェナ・ヤニツカは、映画の3つのシーンを回顧的に分析し、『大理石の男』（1976、アンジェイ・ワイダ監督）との類似性を指摘した。たとえば、ボグスワフ・ソブチュクが演じるテレビ編集者が、モシュにプロパガンダ的な題材を撮るよう勧める場面は、ワイダ作品でのアグニェシュカと同様の構図である。ヤニツカはまた、本作の自己言及的性格にも注目している。フィリップが「不適切な」素材を破棄する行為は、若い頃にドキュメンタリーを撮っていたキェシロフスキ自身の過去への償いでもあるという。最後に、カメラを自分に向けるというラストシーンは、「『あるがままの人生』に忠実であろうとする姿勢から離れ、現実より美しい世界のヴィジョンへと向かうキェシロフスキの創作姿勢の転換を象徴している」と結んでいる。

### ポーランド国外の評価
Lenny Rubensteinはアメリカの映画誌『Cineaste』において、イェジー・スチュールの演技を高く評価した。彼が演じるフィリップ・モシュは「神経質で自信がなく、自分の才能にも確信を持てず、映画を通して出会う人々に対しても慎重である」と評した。映画学者マレク・ハルトフは『アマチュア』を「キェシロフスキにとって転機となった作品であり、彼の初期劇映画キャリアの頂点である」と位置づけた。